# 張家口駅
座標: 北緯40度45分02.43秒 東経114度52分37.09秒 / 北緯40.7506750度 東経114.8769694度
張家口駅（ちょうかこう-えき）は中華人民共和国河北省張家口市橋東区にある中国国鉄北京鉄路局が管轄する駅である。
2019年3月2日に張家口南駅から張家口駅に改称された。

## 利用可能な鉄道路線
中華人民共和国鉄道部
京包線
張集線
張家口線
京張都市間鉄道
呼張旅客専用線

## 駅周辺
- 緑洲大酒店
- 張家口市新区中学
- 張家口郵区中心局
- 張家口市交通局

## 歴史
- 1956年 - 張家口南駅として開業。
- 2019年3月2日 - 張家口駅に改称。（駅名としては2代目）
- 2019年12月30日 - 京張都市間鉄道および呼張都市間鉄道が全線開業。

## 隣の駅
中華人民共和国鉄道部
京包線
沙嶺子駅 - 張家口駅 - 孔家荘駅
張集線
張家口駅 - 孔家荘駅
張家口線
張家口駅 - 茶坊乗降所
京張都市間鉄道
宣化北駅 - 張家口駅
呼張旅客専用線
張家口駅 - 懐安駅